# Francesco Rigon
Francesco Rigon (Treviso, 7 de enero de 1987) es un deportista italiano que compitió en remo. Ganó dos medallas en el Campeonato Mundial de Remo, en los años 2011 y 2013.

## Palmarés internacional
| Campeonato Mundial | Campeonato Mundial      | Campeonato Mundial | Campeonato Mundial  |
| Año                | Lugar                   | Medalla            | Prueba              |
| ------------------ | ----------------------- | ------------------ | ------------------- |
| 2011               | Bled (Eslovenia)        | Medalla de oro     | Cuatro scull ligero |
| 2013               | Chungju (Corea del Sur) | Medalla de bronce  | Cuatro scull ligero |